# Kuetsjärvi

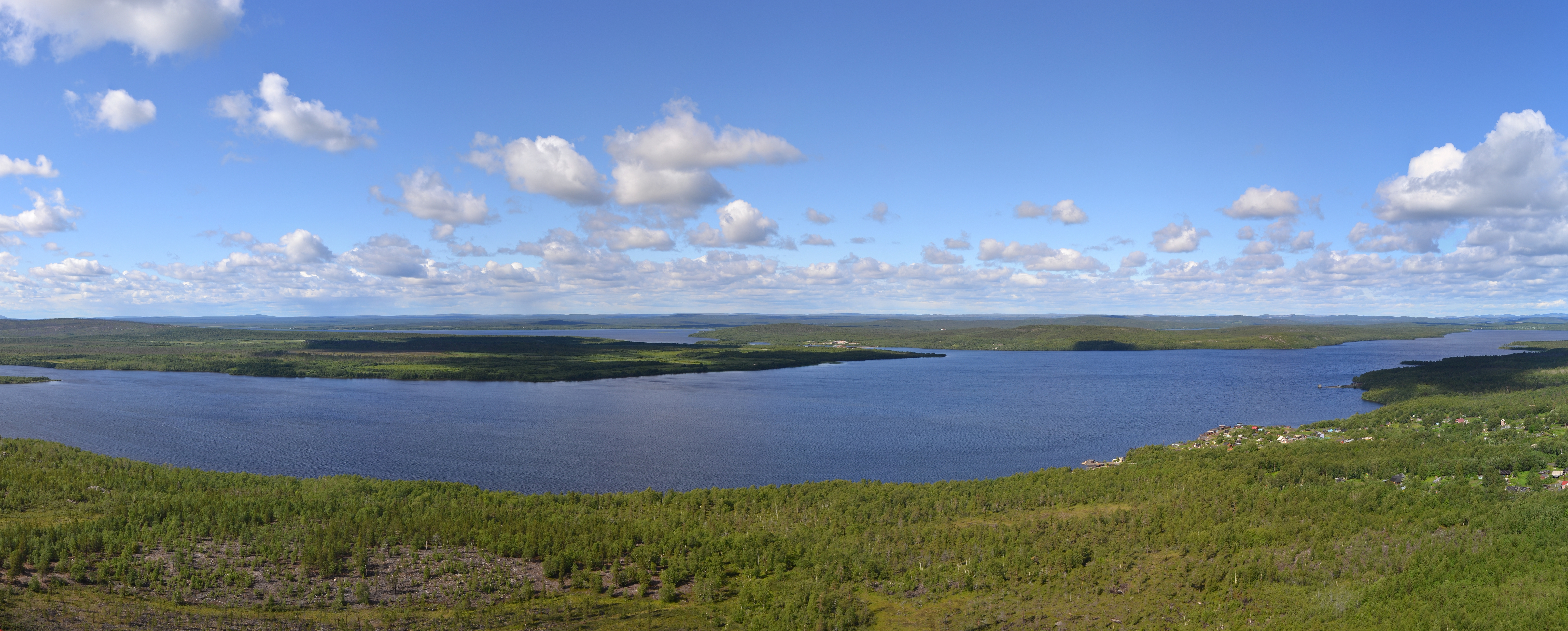
Kuetsjärvi, sedd österifrån mot Norge, i bakgrunden Svanevatn

Kuetsjärvi (ryska: Куэтсъярви, Kuetsjärvi; skoltsamiska: Guoššjäuʹrr; finska: Kuotsjärvi) är en sjö i Pasvikälvens vattensystem i Pasvikdalen i Petjenga distrikt i Murmansk oblast i Ryssland.
Kuetsjärvi är ett bakvatten till Svanevatn och förbunden med denna med ett en kilometer långt och 200 meter brett sund. Vid sundet ligger småorten Salmijärvi, och nära östra sidan av sjön staden Nikel.
Sjön är omkring 16 kilometer lång och mellan 500 meter och 1,5 kilometer bred. Den har en yta på 17 kvadratkilometer. Den ligger 21,4 meter över havet.